# Pultenaea trinervis
Pultenaea trinervis är en ärtväxtart som beskrevs av John McConnell Black. Pultenaea trinervis ingår i släktet Pultenaea och familjen ärtväxter. Inga underarter finns listade i Catalogue of Life.